# Schellas Hyndman
Schellas Hyndman (Macao, China, 4 de noviembre de 1951) es un exfutbolista y entrenador de fútbol estadounidense. Debutó como futbolista en 1969 y años después de su retiro fue entrenador de fútbol en la Major League Soccer, más recientemente el FC Dallas.

## Biografía
Hyndman nació en Macao, de madre rusa-francesa y padre portugués. En 1957 emigró a Estados Unidos junto a su familia en el área de carga de un buque y se estableció en Springfield, Ohio, antes de trasladarse a Vandalia, Ohio, donde asistió a la Escuela Secundaria Butler. Después de la secundaria, ingresó en la Eastern Illinois University, con una beca de fútbol. Formó parte del equipo de fútbol de Eastern Illinois que disputó el NAIA Men's Soccer Championship de 1969 en su primer año. Se graduó con un título de licenciatura en educación física en 1973.
En 1975 jugó una temporada profesional con los Cincinnati Comets de la American Soccer League.

## Trayectoria
En el otoño de 1973, entró en Hyndman Murray State University, donde se graduó con una maestría en 1975. Además de tomar clases, también entrenó al equipo de fútbol de los hombres. En 1976, se trasladó a Sao Paulo, Brasil, donde fue profesor en la Escuela Graduada y sirvió como un entrenador personal con el São Paulo Futebol Clube. En 1977, regresó a los Estados Unidos para convertirse en el entrenador en jefe de la Universidad del Este de Illinois, después de competir en la NCAA División II. Durante siete temporadas, acumuló un récord de 98-24-11. En 1978, Hyndman llevó a los Panthers al tercer lugar en el torneo de postemporada de la NCAA. En 1979, encabezó eso como Eastern Illinois terminó segundo por detrás de Alabama A & M. En 1981, el equipo se trasladó a la División I de la NCAA, teniendo el tercer lugar en la División I torneo de 1981. Esto le llevó a ser seleccionado como el 1981 NSCAA Entrenador del Año. Fue incluido en el Oriente Illinois Atlético Salón de la Fama en el 2001.
En 1984, la Universidad Metodista del Sur Hyndman contratado como entrenador en jefe del equipo de fútbol Mustangs. Durante los próximos veinte y cuatro temporadas, acumuló un récord de 368-96-38, ganando ocho entrenador de la liga de los honores del año, cinco Entrenador regional de los honores del año.
El 16 de junio de 2008, el FC Dallas de la Major League Soccer lo contrató como entrenador tras la destitución de Steve Morrow. 
En 2010, fue entrenador del FC Dallas en la final de la Copa MLS, perdiendo ante Colorado Rapids.

## Vida personal
Hyndman es también un entrenador establecido de Aiki Ju-Jutsu, y ha estado enseñando la disciplina desde hace más de 25 años en el área de Dallas. Hyndman es un décimo grado cinturón negro con Juko Kai Int'o. 
Schellas está casado con Kami Hyndman. Uno de sus nietos, Emerson Hyndman, es futbolista profesional con el Fulham FC de Inglaterra.

## Clubes

### Como jugador
| Club              | País           | Año  |
| ----------------- | -------------- | ---- |
| Cincinnati Comets | Estados Unidos | 1975 |

### Como entrenador
| Club                      | País           | Año         |
| ------------------------- | -------------- | ----------- |
| Murray State Racers       | Estados Unidos | 1974 - 1975 |
| Eastern Illinois Panthers | Estados Unidos | 1977 - 1983 |
| SMU Mustangs              | Estados Unidos | 1984 - 2008 |
| FC Dallas                 | Estados Unidos | 2008 - 2013 |